# Cer(III)-bromid
Cer(III)-bromid (CeBr3) ist ein Salz des Seltenerd-Metalls Cer mit Bromwasserstoff.

## Gewinnung und Darstellung
Cer(III)-bromid kann durch Reaktion von Cer(III)-carbonat-hydrat mit heißer konzentrierter Bromwasserstoffsäure gewonnen werden, wobei Cer(III)-bromid-hydrat entsteht. Das Hydrat wird durch Zugabe von Ammoniumbromid und Erhitzen in die wasserfreie Form umgewandelt.
Ebenfalls möglich ist die Reaktion von Cer(III)-hydrid mit Bromwasserstoff bei etwa 500 °C.
{\displaystyle {\ce {CeH3 + 3 HBr -> CeBr3 + 3 H2}}}

## Eigenschaften
Cer(III)-bromid bildet weiße hexagonale Kristalle, die hygroskopisch sind und kommt auch als Heptahydrat vor. Es kristallisiert im hexagonalen Kristallsystem (Uran(III)-chlorid-Typ) mit der Raumgruppe P63/m (Raumgruppen-Nr. 176) und den Gitterkonstanten a = 795,2 pm und c = 444,4 pm.

## Verwendung
Aufgrund seiner Szintillations-Eigenschaften können Cer(III)-bromid-Einkristalle als Detektormaterial in Gammastrahlenspektrometern eingesetzt werden.